# 脑沟
脑沟（Sulcus，复数为sulci），为大脑皮层中呈现裂缝状的部位，与呈现隆起的回状结构脑回相对。出现脑回和脑沟的原因是，演化过程中折叠结构使颅内相同容量下人类可以有更多大脑皮质，而较低等的动物则脑沟脑回较少。